# Polona Klemenčič
Polona Klemenčič, slovenska biatlonka, * 16. april 1997, Kranj.
Klemenčič je za Slovenijo nastopila na zimskih olimpijskih igrah leta 2022 v Pekingu. Najboljšo uvrstitev je dosegla z 20. mestom v mešani štafeti, posamično pa z 29. mestom na 15 km. Štirikrat je nastopila na svetovnih prvenstvih, najboljšo uvrstitev je dosegla s 13. mestom v mešani štafeti leta 2021, posamično pa s 76. mestom v šprintu istega leta. 9. marca 2023 se je prvič uvrstila v prvo deseterico z desetim mestom na posamični tekmi svetovnega pokala v Östersundu.
Tudi njena sestrična Živa je biatlonka.